# Bobo Stenson

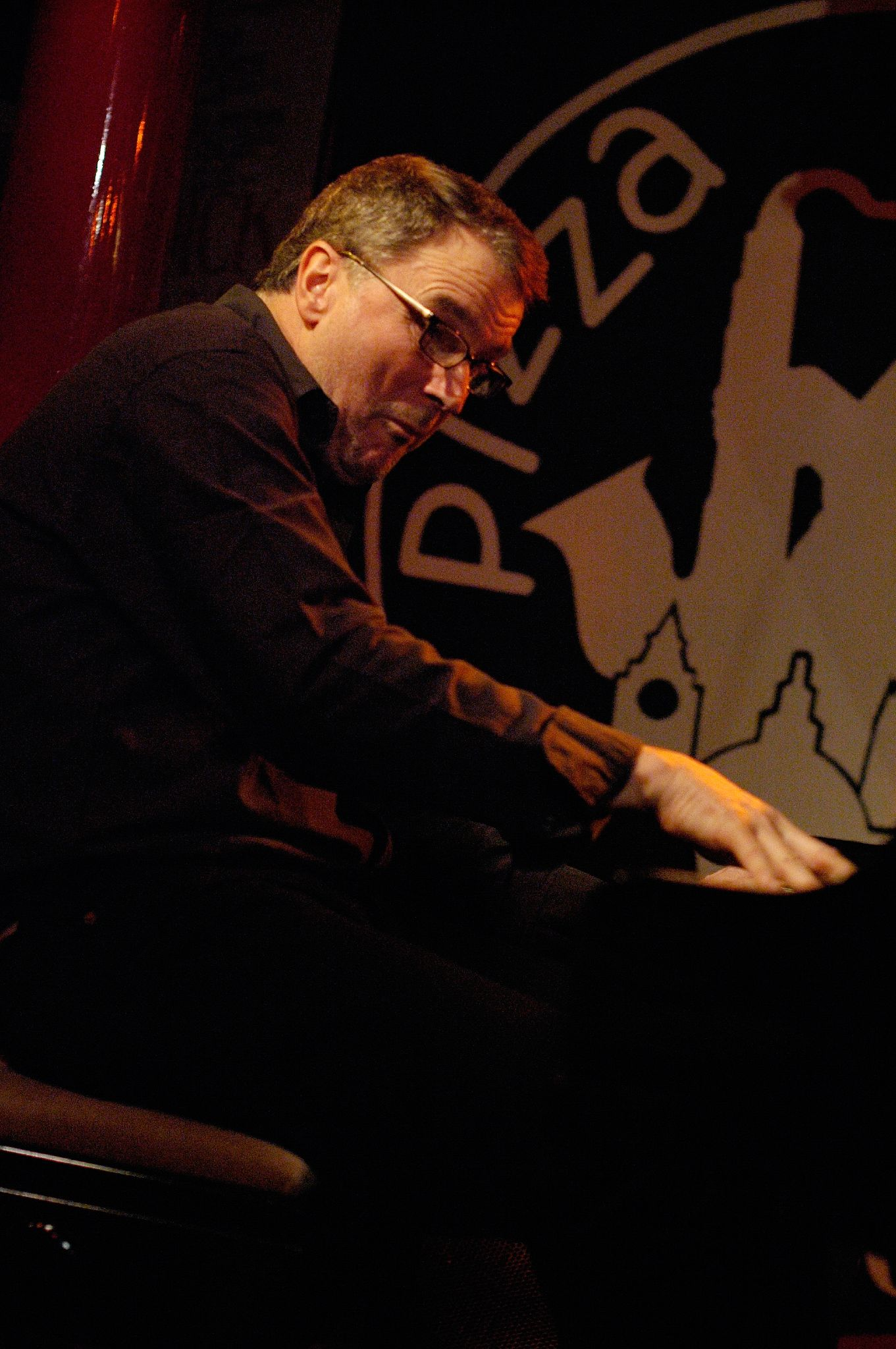
Bobo Stenson

Bo Gustav "Bobo" Stenson (Västerås, 4 augustus 1944) is een Zweeds jazz-pianist en componist. 
Stenson begon op jonge leeftijd aan een klassieke opleiding, maar wendde zich al snel tot de jazz. Als scholier speelde hij al met Börje Frederiksson en Palle Danielsson. Na het gymnasium afgerond te hebben vertrok hij voor enige tijd naar Parijs, waar hij speelde in de Blue Note Club, met onder meer Manfred Schoof en Gunter Hampel. In 1963 kwam hij in Stockholm terecht en kwam daar in contact met allerlei jazzmusici. Hij begeleidde onder meer Sonny Rollins, Stan Getz en Gary Burton. Daarnaast werkte hij nauw samen met Don Cherry.
In de jaren 70 speelde hij in de band Rena Rama (etnomuziek) met Palle Danielsson en Oriental Wins, samen met de Turkse slagwerker Okay Temiz. Later speelde hij met Arild Andersen, Jon Christenson en Jan Garbarek. Daarna speelde hij onder meer in de ensembles van Charles Lloyd en Tomasz Stańko.
Enkele van zijn albums vielen in de muziekprijzen. In 2006 ontving hij de Zweedse koninklijke onderscheiding "Litteris et Artibus".

## Discografie
De meeste van zijn muziekalbums zijn uitgebracht door ECM Records:
- 1971: Underwear
- 1983: The sounds around the house
- 1986: Very early

met Garbarek
- 1971: Sart
- 1973: Witchi-tai-to
- 1975: Dansere

met Lloyd
- 1989: Fish out of water
- 1992: Notes from Big Sur
- 1993: The Call
- 1995: All my relations
- 1997: Canto

met Stanko
- 1995: Matka Joanna
- 1997: Leosia
- 1997: Litania

Trio albums
- 1996: Reflections
- 1998: War Orphans
- 1999: Serenity
- 2005: Goodbye
- 2008: Cantando

met anderen
- 1969: One Long String (Red Mitchell)
- 1994: Far North (Lars Danielsson)
- 1994: Dona Nostra (Cherry)
- 1995: Poems (Lars Danielsson)
- 1997: Agram (Moller/Willemark)
- 1998: Epilogue; The Music of Börje Frederiksson (Joakin Milder)
- 1998: European echoes (Thoe Jörgensmann)
- 1999: Ballads
- 2001: Xieyi (Anders Jormin)
- 2006: Change of heart (Martin Speake)
- 2006: Parish (Thomas Strønen)
- ????: Plunge
- ????: Miles by Five (Palle Danielsson)
- ????: met Lennart Åberg
- ????: Sister Maj’s Blouse

## Hitnotaties

### Albums
| Album met hitnotering(en) in de Vlaamse Ultratop 200 albums | Datum van verschijnen | Datum van binnenkomst | Hoogste positie | Aantal weken | Opmerkingen          |
| ----------------------------------------------------------- | --------------------- | --------------------- | --------------- | ------------ | -------------------- |
| Indicum                                                     | 2013                  | 09-02-2013            | 185             | 1*           | als Bob Stenson Trio |

- Bibliothèque nationale de France: cb139808589 (data)
- Gemeinsame Normdatei: 133993744
- International Standard Name Identifier: 0000 0001 0871 6773
- Library of Congress Control Number: n91115242
- MusicBrainz: d0dd9820-f864-4f97-a1d2-78fa8d6ca862
- Nationale Bibliotheek van Tsjechië: xx0037693
- Nationale Bibliotheek van Israël: 987007340057605171
- LIBRIS: 211418
- Système universitaire de documentation: 080491715
- Virtual International Authority File: 14744032
- WorldCat: E39PBJqFRj9tfWYjCvWyj3xdQq